# Dobra (Dębnica Kaszubska)
Dobra (deutsch Daber, kaschubisch Dabrzewò oder Dobrzno) ist ein Dorf im Powiat Słupski (Stolper Kreis) der polnischen Woiwodschaft Pommern. Es gehört zur Landgemeinde Dębnica Kaszubska (Rathsdamnitz).

## Geographische Lage
Das Dorf liegt in Hinterpommern, etwa 24 Kilometer südöstlich der Kreisstadt Słupsk (Stolp) und 13 Kilometer östlich von Dębnica Kaszubska (Rathsdamnitz). 
Das Landschaftsbild wird durch die Lage des Orts am Daber See im Tal des Grenzbachs am  Stankenberg geprägt. Nachbarorte sind Podole Małe (Klein Podel) im Westen, Malczkowo (Malzkow) im Norden und  Gogolewo (Alt Jugelow) im Südosten.

## Geschichte

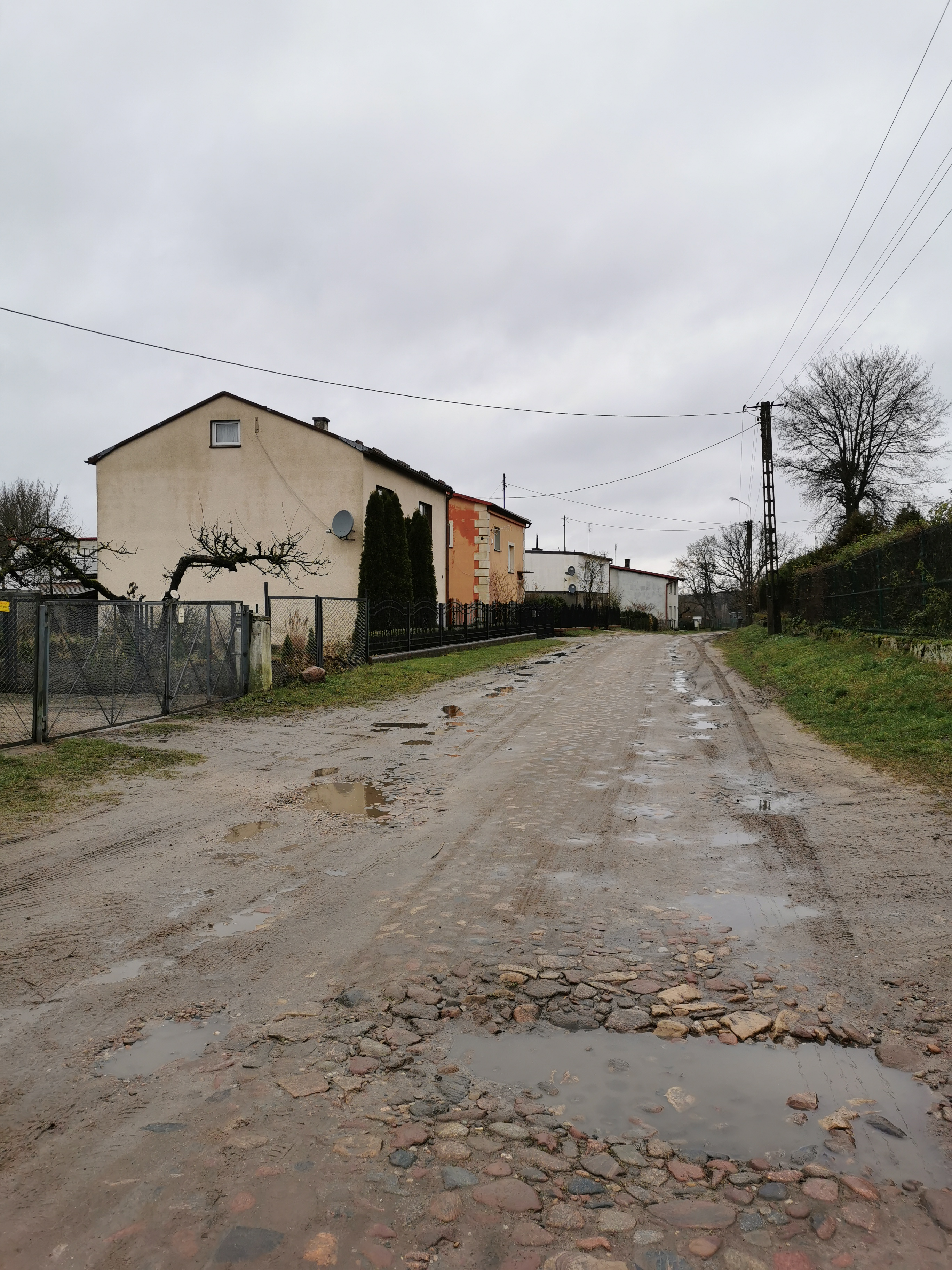
Dorfstraße (2019)

Daber wurde früher auch Dobbre Dabern genannt. Seiner historischen Dorfform nach wurde  Daber als Angerdorf angelegt. Es bestand als Gutsdorf ursprünglich aus zwei Teilen und war teils ein Zitzewitzsches, teils ein Miltitzsches Lehen. 1717 werden Georg Gneomar von Zitzewitz und Nicolaus Sigmund von Miltitz als Besitzer genannt. 1766 erwarb Martin Friedrich von Zitzewitz auch den ehemals Miltitzschen Teil von Daber. Im Jahre 1784 hatte Daber ein Vorwerk, neun Bauern, zwei Kossäten, einen Schulmeister, einen Büdner und  insgesamt 15 Haushaltungen.
Nach der Erbteilung von 1842 übernahm Ernst Friedrich Wilhelm von Zitzewitz auf Bärwalde neben Klein Podel auch Daber. 1899 gab Ernst von Zitzewitz Daber auf, um anderen Besitz zu erwerben, und das Dorf ging in den Besitz der Familie Siebenbürger über. Ingold Siebenbürger war letzter Herr auf Daber. Am 1. April 1927 hatte das Gut Daber eine Flächengröße von  202 Hektar, und am 16. Juni 1925 hatte der Gutsbezirk zwanzig Einwohner. Am 1. Januar 1929 wurden der 
Gutsbezirk Daber teilweise in die Landgemeinde Daber eingegliedert und 
das Restgut gemeinsam mit Klein Podel und Sorkow zur Landgemeinde Klein Podel zusammengeschlossen. Nach 1928 erwarb die Deutsche Siedlung GmbH. in Belgard  das Gut, das dann aufgesiedelt wurde.
Vor 1945 gehörte die Gemeinde Daber zum Landkreis Stolp im Regierungsbezirk Köslin der preußischen Provinz Pommern des Deutschen Reichs. 1925 standen in Daber 48 Wohngebäude. Die Gemeindefläche war 707 Hektar groß. Im Jahr 1939 wurden 61 Haushaltungen und 238 Einwohner gezählt. Es gab 41 landwirtschaftliche Betriebe. Bis 1945 gehörte die Gemeinde zum Amts- und Standesamtsbezirk Groß Dübsow und zum Gendarmerie- und Amtsgerichtsbezirk Stolp.
Gegen Ende des Zweiten Weltkriegs wurde Daber am 8. März 1945 von sowjetischen Panzerverbänden eingenommen. Ein Dorftreck war einen Tag zuvor über Lupow, Schöneiche, Grumbkow und Pottangow bis nach Karwen geflüchtet, wo er am 9. März von der Roten Armee eingeholt wurde und umkehren musste. Die Soldaten richteten im Dorf eine Kommandantur ein. Nach Beendigung der Kampfhandlungen wurde die Region seitens der sowjetischen Besatzungsmacht der Volksrepublik Polen zur Verwaltung überlassen. Die Übergabe des Ortes an die Polen erfolgte im Frühjahr 1946, als die sowjetische Kommandantur aufgelöst wurde. Daber wurde unter der polonisierten Ortsbezeichnung Dobra verwaltet. Die Polen übernahmen das Dorf und verdrängten die einheimischen Dorfbewohner aus ihren Häusern und Gehöften. Am 15. Dezember 1946 wurde etwa die Hälfte der Deutschen in Richtung Westen deportiert, die andere Hälfte wurde Ende Dezember 1946 in Viehwaggons abtransportiert.
Später wurden in der Bundesrepublik Deutschland 69 und in der DDR 94 aus Daber vertriebene Dorfbewohner ermittelt.
Das Dorf ist heute ein Teil der Gmina Dębnica Kaszubska im Powiat Słupski der Woiwodschaft Pommern. Heute leben hier rund 130 Einwohner.

## Kirche

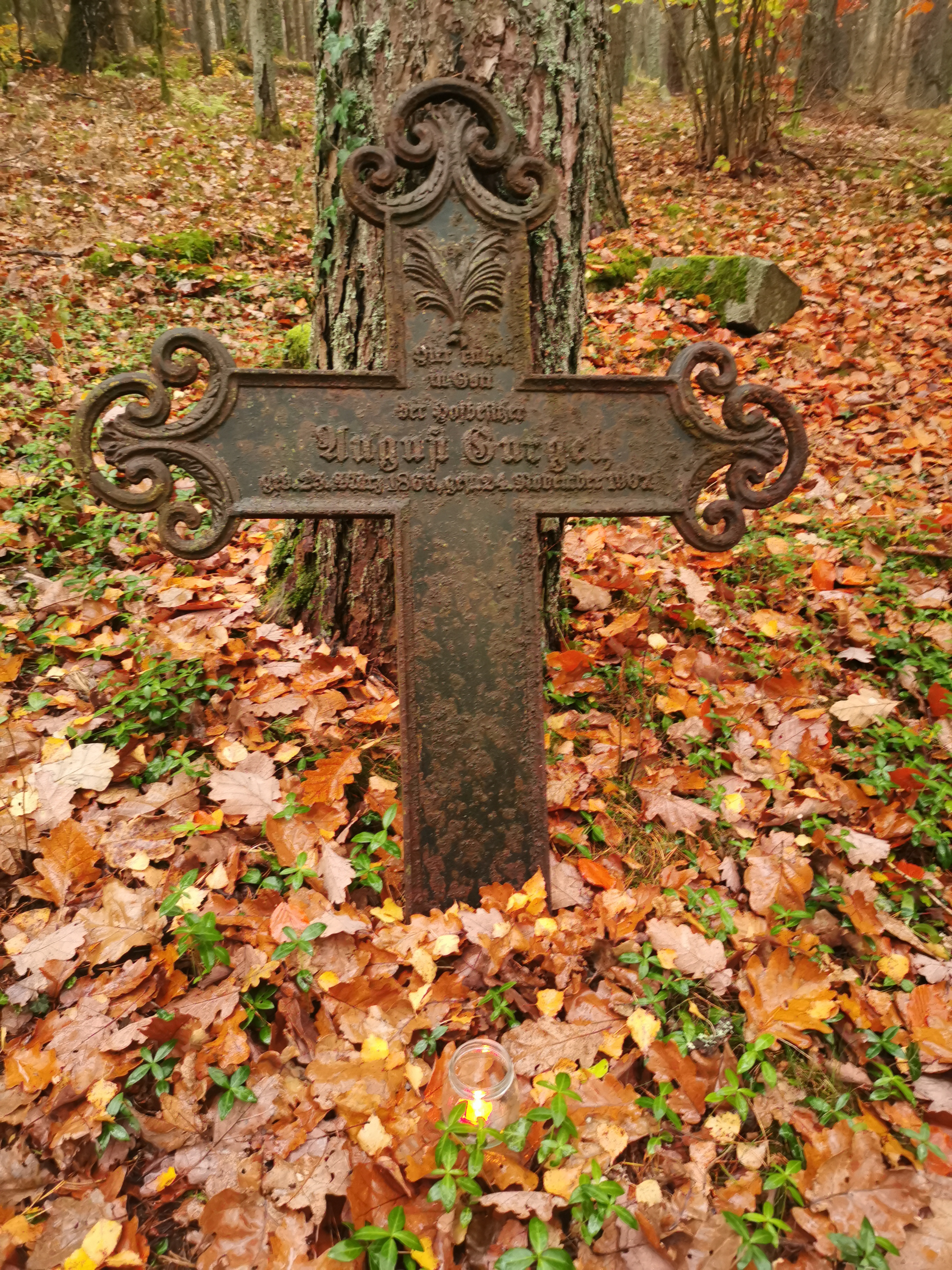
Denkmal auf dem alten evangelischen Friedhof für den Hofbesitzer August Gurgel, geb. 1866 (Aufnahme 2022)

Vor 1945 war die Bevölkerung von Daber ganz überwiegend evangelischer Konfession. Im Jahre 1925 hatte Daber lediglich zwei Bewohner katholischer Konfession (0,7 v. H.). Das Dorf gehörte zum Kirchspiel Groß Dübsow, in das auch die Kapellengemeinde Dumröse sowie der Predigtort Krien eingepfarrt waren. Es lag im Kirchenkreis Stolp-Altstadt in der Kirchenprovinz Pommern der Kirche der Altpreußischen Union. 
Die seit 1945 und Vertreibung der einheimischen Dorfbewohner anwesende polnische Einwohnerschaft ist überwiegend katholisch. Das Dorf gehört  zur Pfarrei Dobieszewo (Groß Dübsow) im Dekanat Łupawa (Lupow) im Bistum Pelplin der Katholischen Kirche in Polen. 
Hier lebende evangelische Kirchenglieder sind dem Pfarramt in Słupsk (Stolp) in der Diözese Pommern-Großpolen der Evangelisch-Augsburgischen Kirche in Polen zugeordnet.

## Schule
Bereits 1784 wird in Daber ein Schulmeister erwähnt. Bis 1945 gab es hier eine einklassige Volksschule mit einem Lehrer und etwa 50 Kindern.

## Verkehr
Der Ort liegt an einer nebengeordneten Straße, die Dębnica Kaszubska (Rathsdamnitz) an der Woiwodschaftsstraße 210 mit Czarna Dąbrówka (Schwarz Damerkow) an der Woiwodschaftsstraße 211 verbindet. 
Bahnanschluss besteht lediglich in Słupsk (Stolp), nachdem die ehemalige Stolpetalbahn-Strecke Stolp–Budow der Stolper Bahnen mit der Station Groß Dübsow nach 1945 demontiert worden ist.